# Washington (Kalifornia)
Washington – jednostka osadnicza w Stanach Zjednoczonych, w stanie Kalifornia, w hrabstwie Nevada.